# Consell Militar de Jarablus
El Consell Militar de Jarablus (CMJ) és una coalició formada per milícies de l'àrea de Jarablus i properes a les Forces Democràtiques de Síria, creada dies després del Consell Militar d'Al-Bab, el 22 d'agost de 2016. L'objectiu del Consell és alliberar la ciutat de Jarablus i les zones rurals que l'envolten en mans d'Estat Islàmic, així com protegir els civils que viuen a la zona segons les lleis internacionals.
Cal destacar el precedent que ha suposat el Consell Militar de Manbij, grup format per les FDS amb locals de la zona que van lluitar per alliberar-la. A més a més, dos dies abans de la seva creació, Turquia va amenaçar en entrar a la ciutat, per impedir que les forces kurdo-àrabs ho facin.

Així doncs, prenent aquests dos precedents com a eixos, el comandant general Abdul Star al-Jader, va declarar:
"[…] mantenir la seguretat del país és una responsabilitat ètica que tindrà lloc per la seva gent i societat davant els enemics, i advertim a aquests grups recolzats per Turquia d'aturar els seus esforços en contra del nostre poble i regió."